# Puig Rodó (Cantallops)
El Puig Rodó és una muntanya de 430 metres que es troba entre els municipis de Cantallops, a la comarca de l'Alt Empordà i França.